# Gerdtremmelite
La gerdtremmelite è un minerale.